# Phlogis kibalensis
Phlogis kibalensis este o specie de insecte din familia Cicadellidae⁠(d). P. kibalensis a fost descrisă în anul 2022 de Alvin Helden, după ce a fost descoperită în Parcul Național Kibale, în vestul Ugandei, într-o excursie a studenților de la Universitatea Anglia Ruskin.

## Descriere
Phlogis kibalensis are o lungime de 6,5 milimetri, iar corpul are un luciu metalic cu adâncituri. Organele masculine sunt parțial în formă de frunză. P. kibalensis se hrănește cu seva plantelor și este prădat de gândaci, păsări, viespi parazite, păianjeni și alte nevertebrate.